# 1020 Arcadia
1020 Arcadia là một tiểu hành tinh vành đai chính. Nó được phát hiện bởi Karl Wilhelm Reinmuth ngày 7 tháng 3 năm 1924. Tên ban đầu của nó là 1924 QV. Nó được đặt theo tên là Arcadia, theo tên một địa danh trong thần thoại Hy Lạp và cũng là tên của một tỉnh hiện nay của Hy Lạp là Arcadia.